# Engayrac
Engayrac is een gemeente in het Franse departement Lot-et-Garonne (regio Nouvelle-Aquitaine) en telt 152 inwoners (2005). De plaats maakt deel uit van het arrondissement Agen.

## Geografie
De oppervlakte van Engayrac bedraagt 10,2 km², de bevolkingsdichtheid is 14,9 inwoners per km².
De onderstaande kaart toont de ligging van Engayrac met de belangrijkste infrastructuur en aangrenzende gemeenten.

## Bezienswaardigheden

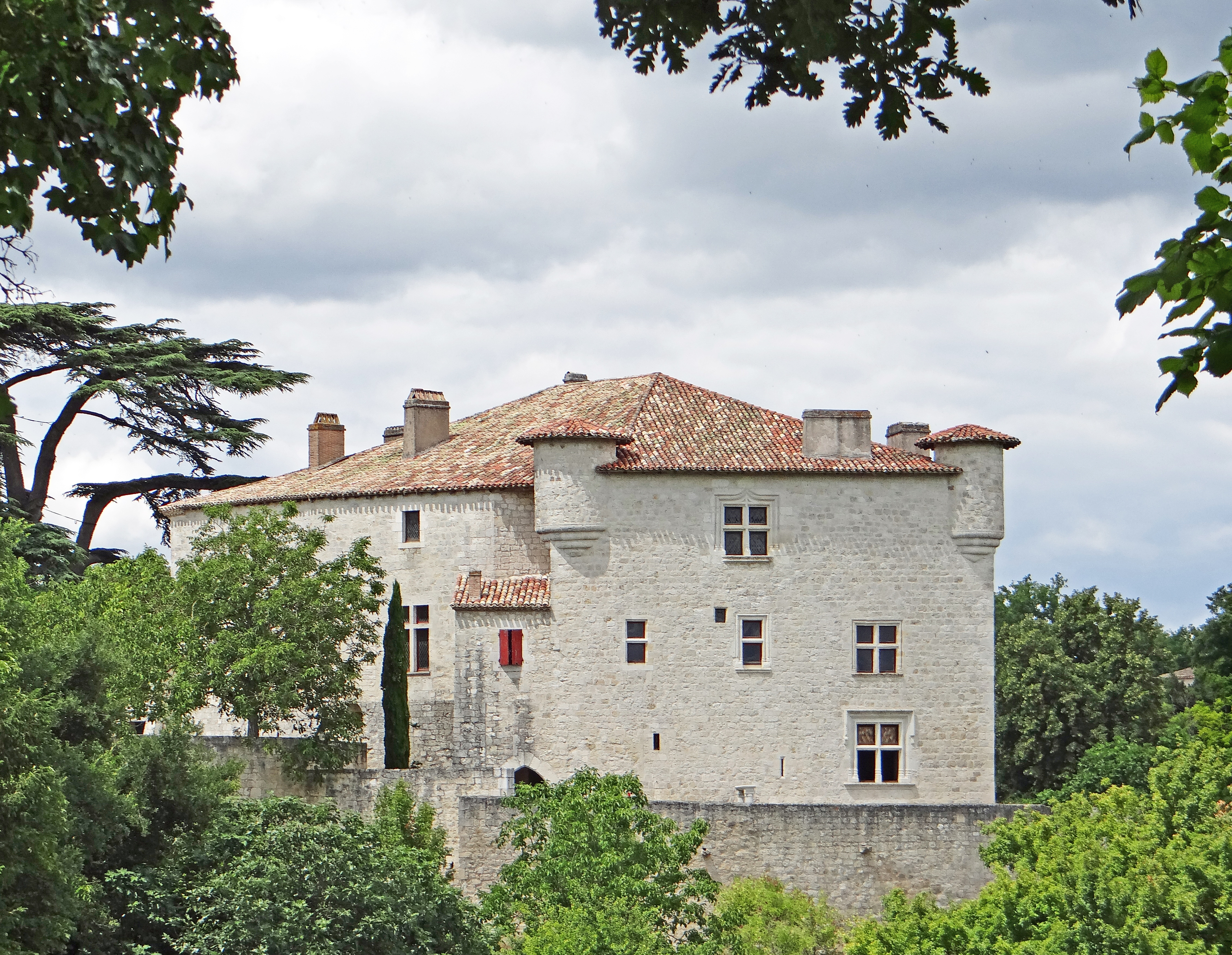
Kasteel

De romaanse kerk Saint-Pierre-aux-Liens dateert uit de 12de eeuw. Aan het koor van de kerk staat een monument ter herdenking van de in Engayrac geboren schilder Antoine Calbet (1860-1942). In Engayrac bevindt zich ook het kasteel van Combebonnet, gebouwd tussen de 13de en 17de eeuw met bijhorende kapel uit de 15de en 16de eeuw. Combebonnet was tot 1869 de naam van Engayrac. 
In het park aan de ingang van het kasteel bevindt zich een ceder van meer dan 4 eeuwen oud.

## Demografie
Onderstaande figuur toont het verloop van het inwonertal (bron: INSEE-tellingen).

## Geboren
- Antoine Calbet (1860-1944), kunstschilder en illustrator